# Governo Kopacz
Il Governo Kopacz è stato il diciassettesimo governo della Polonia, in carica, per un totale di 1 anno, 1 mese, 3 settimane e 4 giorni, dal 22 settembre 2014 al 16 novembre 2015. 
Ewa Kopacz è stata designata primo ministro dal Presidente della Repubblica Polacca Bronisław Komorowski il 14 settembre 2014, dopo le dimissioni di Donald Tusk. Ha ufficializzato la squadra il 19 settembre 2014 e ha giurato il 22 settembre 2014 e ha ricevuto la fiducia dal Sejm il 1º ottobre 2014.
In seguito alle elezioni del 2015, gli è succeduto il Governo Szydło.

## Situazione parlamentare
| Camera | Collocazione | Partiti                              | Seggi     |
| ------ | ------------ | ------------------------------------ | --------- |
| Sejm   | Maggioranza  | KO (207), PSL (28)                   | 235 / 460 |
| Sejm   | Opposizione  | PiS (157), RP (40), SLD (27), MN (1) | 225 / 460 |

## Composizione
Piattaforma Civica (PO)
     Partito Popolare Polacco (PSL)
     Indipendenti (IND)
| Carica                                                       | Titolare | Titolare                     | Titolare                                         | Partito |
| ------------------------------------------------------------ | -------- | ---------------------------- | ------------------------------------------------ | ------- |
| Presidente del Consiglio                                     |          |                              | Ewa Kopacz                                       | PO      |
| Primo Vice-Presidente del Consiglio Ministro della difesa    |          |                              | Tomasz Siemoniak                                 | PO      |
| Secondo Vice-Presidente del Consiglio Ministro dell'economia |          |                              | Janusz Piechociński                              | PSL     |
| Ministro dell'amministrazione e della digitalizzazione       |          |                              | Andrzej Halicki                                  | PO      |
| Ministro delle finanze                                       |          |                              | Mateusz Szczurek                                 | IND     |
| Ministro delle infrastrutture e dello sviluppo               |          |                              | Maria Wasiak                                     | IND     |
| Ministro della pubblica istruzione                           |          |                              | Joanna Mucha                                     | IND     |
| Ministro del tesoro                                          |          |                              | Włodzimierz Karpiński (fino al 16/06/2015)       | PO      |
| Ministro del tesoro                                          |          |                              | Andrzej Czerwiński (dal 16/06/2015)              | PO      |
| Ministro degli affari esteri                                 |          |                              | Grzegorz Schetyna                                | PO      |
| Ministro della salute                                        |          |                              | Bartosz Arłukowicz (fino al 15/06/2015)          | PO      |
| Ministro della salute                                        |          |                              | Mariano Zembala (dal 16/06/2015)                 | IND     |
| Ministro dello sport e del turismo                           |          |                              | Andrzej Biernat (dal 22/09/2014 al 15/06/2015)   | PO      |
| Ministro dello sport e del turismo                           |          |                              | Adam Korol (dal 15/06/2015)                      | IND     |
| Ministro della cultura e del patrimonio nazionale            |          |                              | Margaret Omilanowska                             | IND     |
| Ministro dell'agricoltura e dello sviluppo rurale            |          |                              | Marek Sawicki                                    | PSL     |
| Ministro della scienza e dell'istruzione superiore           |          |                              | Lena Kolarska-Bobińska                           | PO      |
| Ministro del lavoro e delle politiche sociali                |          |                              | Wladyslaw Kosiniak- Kamysz                       | PSL     |
| Ministro degli interni                                       |          |                              | Teresa Piotrowska                                | PO      |
| Ministro della giustizia                                     |          |                              | Cezary Grabarczyk (dal 22/09/2014 al 30/04/2015) | PO      |
| Ministro della giustizia                                     |          | Borys Budka (dal 04/05/2015) | PO                                               |         |
| Ministro dell'ambiente                                       |          |                              | Maciej Grabowski                                 | IND     |
| Capo della Cancelleria del Presidente del Consiglio          |          |                              | Jacek Cichocki                                   | IND     |